# Desastre de Le Mans em 1955

Esquema gráfico do acidente.

O desastre de Le Mans em 1955 foi um acidente durante a corrida automobilística 24 Horas de Le Mans, em 11 de junho de 1955. Os carros envolvidos no acidente atingiram vários espectadores, matando mais de 80 deles, além do piloto francês Pierre Levegh. Este acidente é considerado como o pior acidente da história do automobilismo.

## O acidente
Quando Mike Hawthorn se dirigia aos boxes com seu Jaguar, quase colide com o Austin-Healey de Lance Macklin, que para o evitar desviou para a esquerda sendo atingido pelo Mercedes do piloto francês Pierre Levegh, que vinha logo atrás.
Ocorreu então, um grande estrondo, com o carro de Levegh passando por cima de Macklin, batendo na barreira e começando a pegar fogo. O francês morreu na hora e pedaços do carro dele voaram sobre o público. Entre as principais causas, foi constatado que várias partes do carro de Levegh eram feitas de magnésio, o que teria facilitado o incêndio. Entretanto, a direção de prova não interrompeu a prova, vencida por Hawthorn e Ivor Bueb.
Como resultado do acidente, houve a morte de Pierre Levegh e mais de 80 espectadores (80-84), sendo este o pior acidente já registrado na história do automobilismo.

## Consequências
- A equipe Mercedes se retirou da corrida antes mesmo do término da mesma. No momento da retirada, os carros da Mercedes ocupavam a primeira e terceira posição.
- A própria Mercedes retirou-se do automobilismo após o encerramento do Campeonato Mundial de Fórmula 1 de 1955, só retornando à modalidade em 1989, no Campeonato Mundial de Resistência daquele ano.[3]
- O automobilismo foi proibido ad aeternum na Suíça devido a esse acidente.[4] Por duas vezes foram negadas as propostas para cancelar o banimento na Suíça. Em 2015, no entanto, uma mudança na lei abriu caminho para a realização de corridas com carros elétricos.[5] França, Espanha e Alemanha também seguiram o exemplo suíço na época e impediram a realização de provas de automobilismo em seus territórios, mas tal decisão seria revogada pouco tempo depois nesses outros países.